# Illustreret Dansk Konversationsleksikon
Illustreret Dansk Konversationsleksikon er et dansk leksikon i 24 bind udgivet 1933-37.

## Udgaver
- Illustreret dansk Konversationsleksikon. 1. Bind : A, Arvejord . 1933[1]
- Illustreret dansk Konversationsleksikon. 2. Bind : Arvelighed, Berliet. 1934[2]
- Illustreret dansk Konversationsleksikon. 3. Bind : Berlin, Braga.1934[3]
- Illustreret dansk Konversationsleksikon. 4. Bind : Braganca, Carta. 1934[4]
- Illustreret dansk Konversationsleksikon. 5. Bind : Carta, Dahlberg. 1934[5]
- Illustreret dansk Konversationsleksikon. 6. Bind : Dahle, Dragt. 1934[6]
- Illustreret dansk Konversationsleksikon. 7. Bind : Dragtsadel, Euklid. 1934[7]
- Illustreret dansk Konversationsleksikon. 8. Bind : Eulan, Fromentin. 1934[8]
- Illustreret dansk Konversationsleksikon. 9. Bind : Fronden, Gullstrand. 1934[9]
- Illustreret dansk Konversationsleksikon. 10. Bind : Gulmann, Hjultryk. 1934[10]
- Illustreret dansk Konversationsleksikon. 11. Bind : Hjulvindue, Japan. 1935[11]
- Illustreret dansk Konversationsleksikon. 12. Bind : Japan, Klos. 1935[12]
- Illustreret dansk Konversationsleksikon. 13. Bind : Klose, Lefebvre. 1935[13]
- Illustreret dansk Konversationsleksikon. 14. Bind : Lefebvre, Matematik. 1935[14]
- Illustreret dansk Konversationsleksikon. 15. Bind : Matematiske, Neurom. 1935[15]
- Illustreret dansk Konversationsleksikon. 16. Bind : Neuron, Pavane. 1935[16]
- Illustreret dansk Konversationsleksikon. 17. Bind : Pave, Ras Addar. 1936[17]
- Illustreret dansk Konversationsleksikon. 18. Bind : Rasch, Samurai. 1936[18]
- Illustreret dansk Konversationsleksikon. 19. Bind : Samwer, Smuts. 1936[19]
- Illustreret dansk Konversationsleksikon. 20. Bind : Smykke, Svovlsyre. 1936[20]
- Illustreret dansk Konversationsleksikon. 21. Bind : Svovlsyre, Triose. 1936[21]
- Illustreret dansk Konversationsleksikon. 22. Bind : Trip, Venerabel. 1936[22]
- Illustreret dansk Konversationsleksikon. 23. Bind : Venerabile, Yoritomo. 1936[23]
- Illustreret dansk Konversationsleksikon. 24. Bind : York, Öynhausen : Med Supplement, Ført à Jour til 1. Januar 1937. 1937[24]